# Kacumi Oenoki
Kacumi Oenoki (japonsko 大榎 克己), japonski nogometaš in trener, 3. april 1965.
Za japonsko reprezentanco je odigral 5 uradnih tekem.